# 트랜스포머 6
《트랜스포머 6》(Transformers 6)는 미개봉 